# Aci Platani
Aci Platani (Jaci Platani in siciliano, localmente conosciuta anche come i Patanè) è una frazione del comune di Acireale, nella città metropolitana di Catania, che nel 1996 contava 3 594 abitanti. È la frazione più popolosa del comune e dista circa 2 chilometri dal centro cittadino a cui è ormai contigua.

## Geografia fisica

### Territorio
La borgata è lambita dal torrente Platani, causa in passato di alluvioni che hanno danneggiato il centro abitato.

## Storia
Aci Platani si formò a seguito dell'abbandono della vecchia città di Aci, dopo il terremoto del 1169. 

## Monumenti e luoghi d'interesse

### Architetture religiose
- Chiesa della Beata Vergine Maria del Monte Carmelo, edificata una prima volta nel 1524 e distrutta dal terremoto del 1693. La sua ricostruzione fu completata nel 1761. All'interno sono custoditi dipinti di Giacinto Platania e Alessandro Vasta.
- Chiesa di San Giuseppe.
- Chiesa di Santa Maria della Pietà.
- Chiesa di Maria Santissima di Porto Salvo.

## Cultura

### Musei
Il Museo della civiltà contadina, allestito nella casa natale di monsignor Angelo Calabretta, ricostruisce una casa rurale etnea del XIX secolo.

## Economia
L'economia è legata soprattutto all'agrumicoltura.